# Eleições estaduais em Pernambuco em 1965
As eleições estaduais em Pernambuco em 1965 ocorreram em 6 de junho para preencher uma cadeira de deputado federal aberta com a cassação de Francisco Julião. No presente caso, a eleição de apenas um deputado federal foi regida pelo princípio do voto majoritário.

## Resultado da eleição para deputado federal
Conforme o Tribunal Superior Eleitoral, foram apurados 316.511 votos nominais (84,95%), 25.376 votos em branco (6,81%) e 30.717 votos nulos (8,24%), resultando no comparecimento de 372.604 eleitores. Somando este número (47,49%) às 503.843 abstenções (52,51%), os eleitores de Pernambuco chegam a 876.447 inscritos.

### Coligação UDN-PSD
| Candidatos a deputado federal em 1965 | Partido | Votação | Percentual | Cidade onde nasceu     | Unidade federativa | Observações |
| João Cleofas                          | UDN     | 223.265 | 70,54%     | Vitória de Santo Antão | Pernambuco         | [ 4 ] [ 5 ] |
| Fonte:                                |         |         |            |                        |                    |             |

### Coligação PTB-PSP
| Candidatos a deputado federal em 1965 | Partido | Votação | Percentual | Cidade onde nasceu | Unidade federativa | Observações |
| João Ferreira Lima Filho              | PTB     | 93.246  | 29,46%     |                    |                    |             |
| Fonte:                                |         |         |            |                    |                    |             |